# Movie Magg
"Movie Magg" är den amerikanska rockabilly- och rock & rollsångaren Carl Perkins debutsingel, utgiven den 19 mars 1955 på Sun Records dotterbolag, Flip Records. På B-sidan återfinns sången "Turn Around". Ett flertal artister har spelat in sången, bland annat Paul McCartney på albumet Run Devil Run från 1999.

## Bakgrund
Carl Perkins skrev sången vid 13-års ålder och är baserad på verkliga händelser om Perkins och hans dåvarande flickvän Maggie, och deras enstaka resor till stadens biograf. Perkins var son till en bondefamilj som inte hade råd med en bil, vilket resulterade i att Perkins och hans flickvän red på en åsna till staden.